# Płazy i gady Borów Niemodlińskich

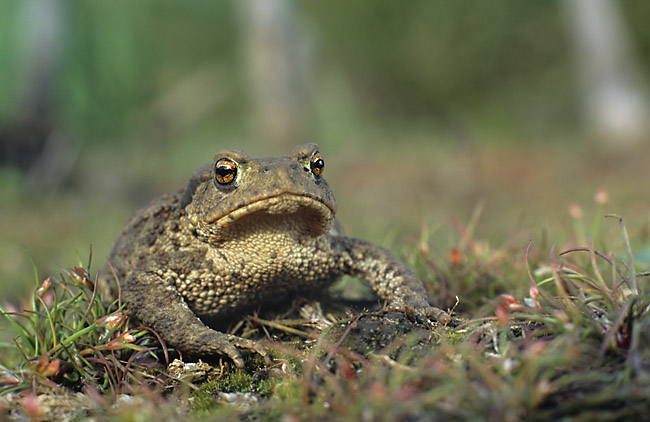
Ropucha szara

Płazy i Gady Borów Niemodlińskich – duże zróżnicowanie środowisk Obszaru Chronionego Krajobrazu Borów Niemodlińskich, względnie liczne i dość dobrze zachowane obszary wodno-błotne sprzyjają obecności płazów. Ich ilościowe i gatunkowe bogactwo jest w tym rejonie szczególnie duże – 13 stwierdzonych gatunków na 18 występujących w Polsce, w tym tak rzadkie jak traszka grzebieniasta.

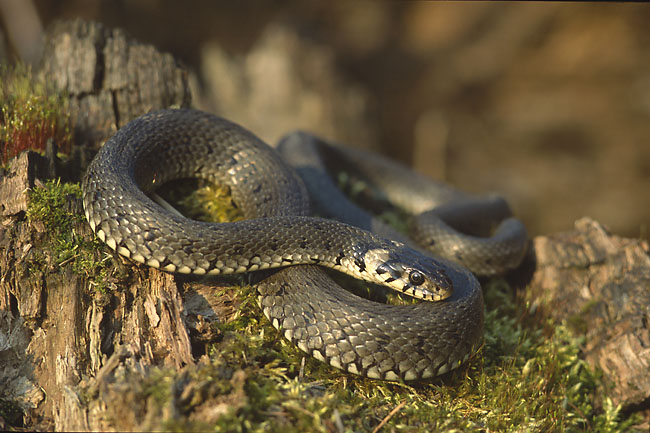
Zaskroniec

Podobnie bogata jest reprezentacja grupy gadów na terenie Obszaru Chronionego Krajobrazu Borów Niemodlińskich – na ogólną liczbę 9 gatunków gadów rejestrowanych jako stałe elementy krajowej fauny, co najmniej 5 obecnych jest na terenie Borów Niemodlińskich. Od kilku dekad przestał być obserwowany występujący niegdyś na tym terenie żółw błotny.
Płazy chronione – stanowiska na terenie Obszaru Chronionego Krajobrazu Borów Niemodlińskich
- Ropucha zielona
  - okolice Prószkowa (Pomologia)
  - okolice Szydłowa (gm. Tułowice).

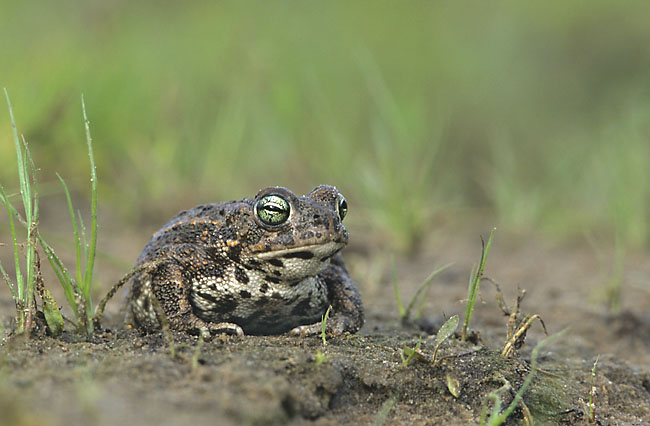
Ropucha paskówka

  - okolice Ligoty Tułowickiej (gm. Tułowice).
- Ropucha szara
  - powszechnie we wszystkich odpowiadających jej biotopach na terenie Obszaru Chronionego Krajobrazu Borów Niemodlińskich

- Ropucha paskówka
  - okolice Ligoty Tułowickiej (gm. Tułowice).
  - okolice Ligoty Prószkowskiej (gm. Prószków)
- Kumak nizinny
  - staw „Sangów (gm. Niemodlin)
  - staw „Ławnik” (gm. Tułowice)
  - staw „Pustelnik” (gm. Tułowice)
- Grzebiuszka ziemna
  - staw „Ławnik” (gm. Tułowice)
  - staw „Pustelnik” (gm. Tułowice)
  - okolice Prószkowa
  - nad Ścinawą Niemodlińską
- Rzekotka drzewna
  - staw „Ławnik” (gm. Tułowice)
  - staw „Pustelnik” (gm. Tułowice)
  - nad Ścinawą Niemodlińską
  - łąki w rejonie Nowej Kuźni (gm. Prószków)

- Żaba jeziorkowa

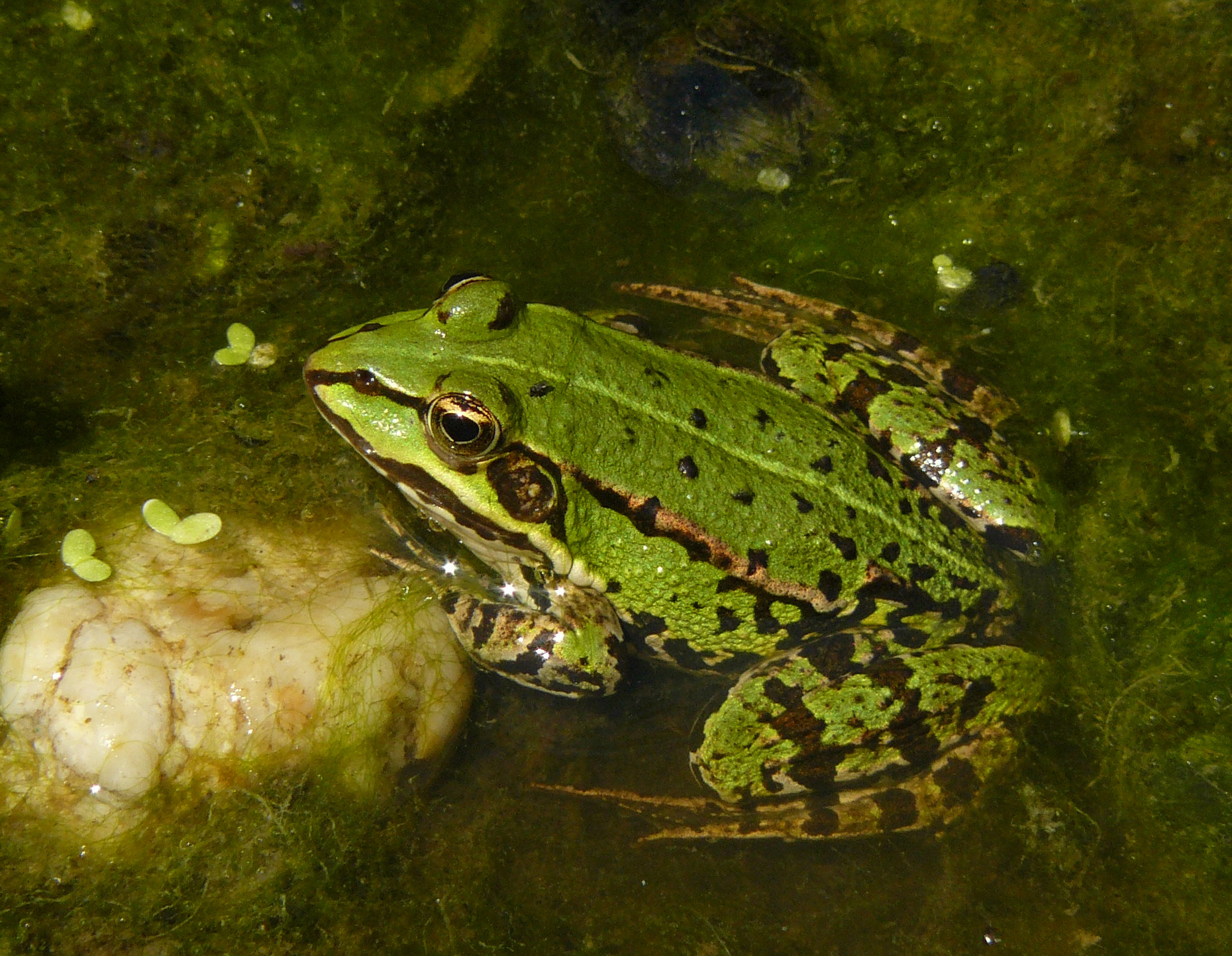
Żaba jeziorkowa

  - we wszystkich typach wód szczególnie zaś na stawach na terenie Obszaru Chronionego Krajobrazu Borów Niemodlińskich
- Żaba wodna
  - we wszystkich typach wód szczególnie zaś na stawach na terenie Obszaru Chronionego Krajobrazu Borów Niemodlińskich
- Żaba moczarowa
  - we wszystkich typach wód szczególnie zaś na stawach na terenie Obszaru Chronionego Krajobrazu Borów Niemodlińskich
- Żaba śmieszka
  - staw „Ławnik” (gm. Tułowice)
- Traszka zwyczajna
  - na terenie Obszaru Chronionego Krajobrazu Borów Niemodlińskich wszędzie, ale w rozproszeniu.
- Traszka grzebieniasta (NT)
  - rejon Tułowic (gm. Tułowice).
  - na pd-zach. od stawu stawu „Ławnik” (gm. Tułowice)
- Traszka górska
  - teren leśnictwa Goszczowie (gm. Tułowice)

Gady chronione – stanowiska na terenie Obszaru Chronionego Krajobrazu Borów Niemodlińskich
- Żmija zygzakowata
  - na terenie Obszaru Chronionego Krajobrazu Borów Niemodlińskich wszędzie, ale w rozproszeniu.

- Zaskroniec
  - na terenie Obszaru Chronionego Krajobrazu Borów Niemodlińskich wszędzie, ale w rozproszeniu.
- Padalec
  - na terenie Obszaru Chronionego Krajobrazu Borów Niemodlińskich wszędzie, ale w rozproszeniu.
- Jaszczurka zwinka
  - na terenie Obszaru Chronionego Krajobrazu Borów Niemodlińskich wszędzie, ale w rozproszeniu.
- Jaszczurka żyworodna
  - na terenie Obszaru Chronionego Krajobrazu Borów Niemodlińskich wszędzie, ale w rozproszeniu.

Kategorie zagrożeń według list krajowych lub regionalnych:
- EXP – gatunek wymarły lub prawdopodobnie wymarły w Polsce
- CR – gatunek krytycznie zagrożony w Polsce
- EN – gatunek  bardzo wysokiego ryzyka
- VU – gatunek wysokiego ryzyka
- NT – gatunek niższego ryzyka
- LC – gatunki w Polsce nie wykazujący regresu liczebnego, lecz reprezentujący populacje brzeżne lub wyspowe, bądź też mające w Polsce centra swojego występowania i objęte ochroną międzynarodową.